# Opensplijtend kalkkopje
Het opensplijtend kalkkopje (Physarum bivalve) is een slijmzwam behorend tot de familie Physaraceae. Het leeft saprotroof in loofbossen op stro, dode bladeren en afgevallen takjes onder bramen en andere struikgewas. Het komt individueel en in groepen voor.

## Kenmerken

### Uiterlijke kenmerken
De plasmocarpen zijn 0,5 tot 13 mm lang, 1 mm hoog. De kleur is eerst grijs, bleek of gelig en later worden ze zijdelings afgeplat, wit, grijs of gelig. Het peridium bestaat uit twee eenvoudig te onderscheiden lagen. De buitenste laag is meestal glad en kalkwit met een licht citroengele basis. Het hypothallus is onopvallend. De binnenste laag is delicaat en hyaliene.

### Microscopische kenmerken
Het capillitium (haarvlecht) bestaat uit een netwerk van korte verbindingsdraden naar witte, sterk in vorm variërende, afgeronde kalklichamen. De sporen zijn donkerbruin in bulk en lila bruin met doorvallend licht, minutieus stekelig/wrattig, hebben aan een kant een bleek gebied en meten 10 tot 11 µm. Het plasmodium is wit.

## Verspreiding
Het opensplijtend kalkkopje komt wereldwijd voor. In Nederland komt het matig algemeen voor.

## Taxonomie
Het is wetenschappelijk beschreven door Christiaan Hendrik Persoon en voor het eerst geldig gepubliceerd in 1795. 

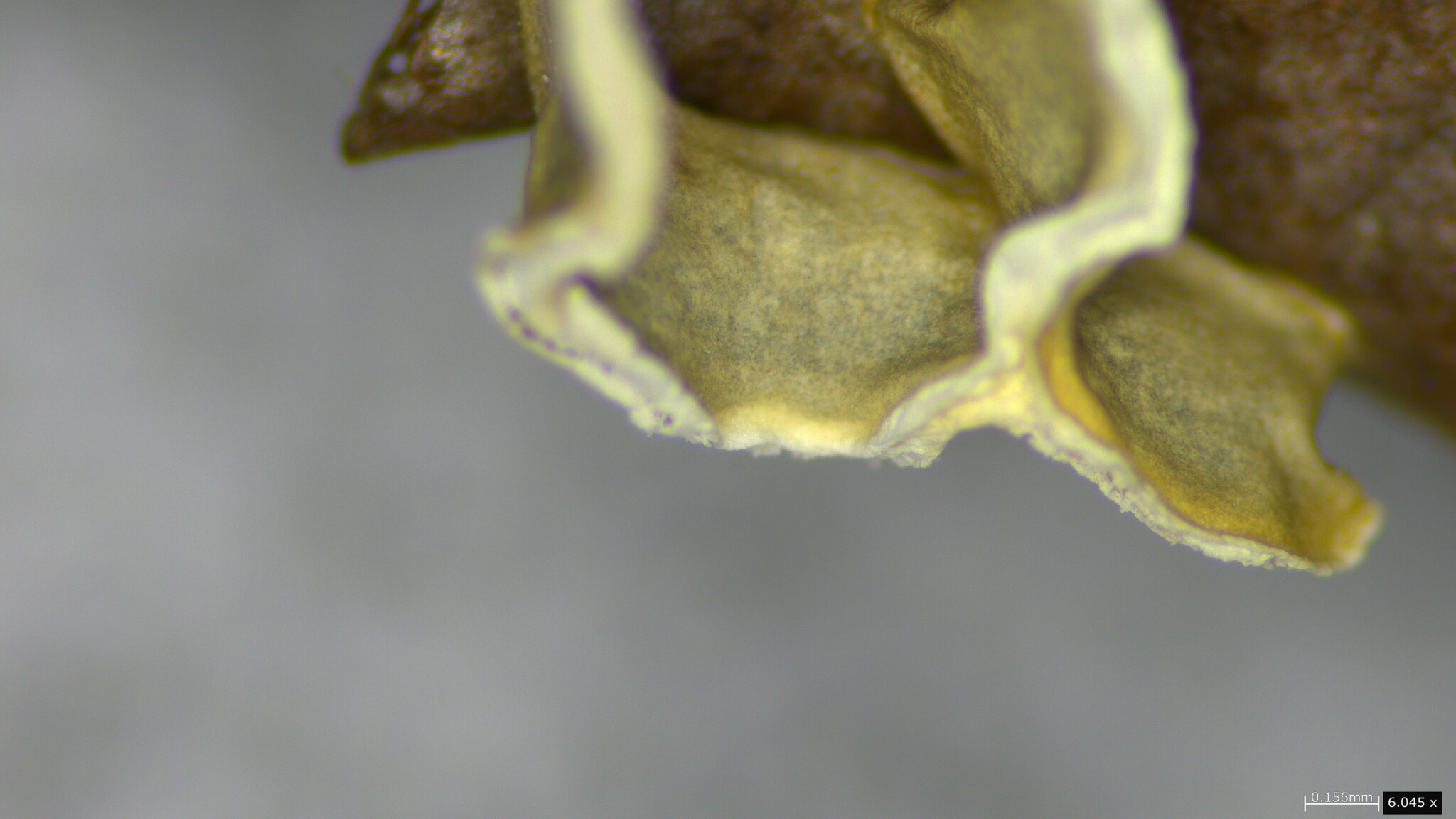
Buitenste laag, van een ouder exemplaar